# فاطیما بسناسی لنسو
فاطیما بسناسی لنسو (فرانسوی: Fatima Besnaci-Lancou‎ ; زادهٔ ۳ سپتامبر ۱۹۵۴) رمان‌نویس اهل فرانسه بود.
او در سپتامبر ۲۰۰۶، کتاب Our Mothers را نوشت.
او همچنین برندهٔ جوایزی همچون لژیون دونور (شوالیه) شده‌است.